# Tour de France 2013 – 19. etap
19. etap kolarskiego wyścigu Tour de France 2013 odbył się 19 lipca. Start etapu miał miejsce w miejscowości Le Bourg-d’Oisans, zaś meta w Le Grand-Bornand. Etap liczył 204,5 kilometra.
Zwycięzcą etapu został Rui Costa. Drugie miejsce zajął Andreas Klöden, a trzecie Jan Bakelants.

## Premie
| Rodzaj | Rodzaj           | Miejscowość / Miejsce         | Kilometry (od startu) | Kilometry (do mety) |
| ------ | ---------------- | ----------------------------- | --------------------- | ------------------- |
|        | Górska (HC)      | Col du Glandon (1 924 m)      | 33,5                  | 171,0               |
|        | Górska (HC)      | Col de la Madeleine (2 000 m) | 83,5                  | 121,0               |
|        | Lotna            | Albertville                   | 129,5                 | 75,0                |
|        | Górska (II kat.) | Col de Tamié (907 m)          | 143,0                 | 61,5                |
|        | Górska (I kat.)  | Col de l'Épine                | 165,0                 | 39,5                |
|        | Górska (I kat.)  | Col de la Croix Fry (1 477 m) | 191,5                 | 13,0                |

### Wyniki na premiach
| Górska – Col du Glandon (1 924 m) | Górska – Col du Glandon (1 924 m) | Górska – Col du Glandon (1 924 m) | Górska – Col du Glandon (1 924 m) | Górska – Col du Glandon (1 924 m) |
| Msc.                              | Zawodnik                          | Zespół                            | Punkty                            |                                   |
| --------------------------------- | --------------------------------- | --------------------------------- | --------------------------------- | --------------------------------- |
| 1.                                | Ryder Hesjedal                    | GRS                               | 25                                |                                   |
| 2.                                | Jon Izaguirre Insausti            | EUS                               | 20                                |                                   |
| 3.                                | Christophe Riblon                 | A2R                               | 16                                |                                   |
| 4.                                | Moreno Moser                      | CAN                               | 14                                |                                   |
| 5.                                | Pierre Rolland                    | EUC                               | 12                                |                                   |
| 6.                                | Mikel Nieve Iturralde             | EUS                               | 10                                |                                   |
| 7.                                | Blel Kadri                        | A2R                               | 8                                 |                                   |
| 8.                                | Tony Martin                       | OPQ                               | 6                                 |                                   |
| 9.                                | Johnny Hoogerland                 | VCD                               | 4                                 |                                   |
| 10.                               | Laurent Didier                    | RTL                               | 2                                 |                                   |

| Górska – Col de la Madeleine (2 000 m) | Górska – Col de la Madeleine (2 000 m) | Górska – Col de la Madeleine (2 000 m) | Górska – Col de la Madeleine (2 000 m) | Górska – Col de la Madeleine (2 000 m) |
| Msc.                                   | Zawodnik                               | Zespół                                 | Punkty                                 |                                        |
| -------------------------------------- | -------------------------------------- | -------------------------------------- | -------------------------------------- | -------------------------------------- |
| 1.                                     | Pierre Rolland                         | EUC                                    | 25                                     |                                        |
| 2.                                     | Ryder Hesjedal                         | GRS                                    | 20                                     |                                        |
| 3.                                     | Mikel Nieve Iturralde                  | EUS                                    | 16                                     |                                        |
| 4.                                     | Jan Bakelants                          | RTL                                    | 14                                     |                                        |
| 5.                                     | Simon Geschke                          | ARG                                    | 12                                     |                                        |
| 6.                                     | Rui Costa                              | MOV                                    | 10                                     |                                        |
| 7.                                     | Laurent Didier                         | RTL                                    | 8                                      |                                        |
| 8.                                     | Romain Sicard                          | EUS                                    | 6                                      |                                        |
| 9.                                     | Andreas Klöden                         | RTL                                    | 4                                      |                                        |
| 10.                                    | Rubén Plaza Molina                     | MOV                                    | 2                                      |                                        |

| Lotna – Albertville | Lotna – Albertville          | Lotna – Albertville | Lotna – Albertville | Lotna – Albertville |
| Msc.                | Zawodnik                     | Zespół              | Punkty              |                     |
| ------------------- | ---------------------------- | ------------------- | ------------------- | ------------------- |
| 1.                  | Ryder Hesjedal               | GRS                 | 20                  |                     |
| 2.                  | Pierre Rolland               | EUC                 | 17                  |                     |
| 3.                  | José Joaquín Rojas Gil       | MOV                 | 15                  |                     |
| 4.                  | Juan Antonio Flecha Giannoni | VCD                 | 13                  |                     |
| 5.                  | Rubén Pérez Moreno           | EUS                 | 11                  |                     |
| 6.                  | Romain Sicard                | EUS                 | 10                  |                     |
| 7.                  | Jan Bakelants                | RTL                 | 9                   |                     |
| 8.                  | Laurent Didier               | RTL                 | 8                   |                     |
| 9.                  | Damiano Cunego               | LAM                 | 7                   |                     |
| 10.                 | Jérôme Coppel                | COF                 | 6                   |                     |
| 11.                 | Simon Geschke                | ARG                 | 5                   |                     |
| 12.                 | Rui Costa                    | MOV                 | 4                   |                     |
| 13.                 | Romain Bardet                | A2R                 | 3                   |                     |
| 14.                 | Rubén Plaza Molina           | MOV                 | 2                   |                     |
| 15.                 | Andreas Klöden               | RTL                 | 1                   |                     |

| Górska – Col de Tamié (907 m) | Górska – Col de Tamié (907 m) | Górska – Col de Tamié (907 m) | Górska – Col de Tamié (907 m) | Górska – Col de Tamié (907 m) |
| Msc.                          | Zawodnik                      | Zespół                        | Punkty                        |                               |
| ----------------------------- | ----------------------------- | ----------------------------- | ----------------------------- | ----------------------------- |
| 1.                            | Pierre Rolland                | EUC                           | 5                             |                               |
| 2.                            | Romain Sicard                 | EUS                           | 3                             |                               |
| 3.                            | José Rodolfo Serpa Pérez      | LAM                           | 2                             |                               |
| 4.                            | Bart De Clercq                | LTB                           | 1                             |                               |

| Górska – Col de l'Épine | Górska – Col de l'Épine | Górska – Col de l'Épine | Górska – Col de l'Épine | Górska – Col de l'Épine |
| Msc.                    | Zawodnik                | Zespół                  | Punkty                  |                         |
| ----------------------- | ----------------------- | ----------------------- | ----------------------- | ----------------------- |
| 1.                      | Pierre Rolland          | EUC                     | 10                      |                         |
| 2.                      | Mikel Nieve Iturralde   | EUS                     | 8                       |                         |
| 3.                      | Jan Bakelants           | RTL                     | 6                       |                         |
| 4.                      | Jérôme Coppel           | COF                     | 4                       |                         |
| 5.                      | Tom Dumoulin            | ARG                     | 2                       |                         |
| 6.                      | Daniel Navarro          | COF                     | 1                       |                         |

| Górska – Col de la Croix Fry (1 477 m) | Górska – Col de la Croix Fry (1 477 m) | Górska – Col de la Croix Fry (1 477 m) | Górska – Col de la Croix Fry (1 477 m) | Górska – Col de la Croix Fry (1 477 m) |
| Msc.                                   | Zawodnik                               | Zespół                                 | Punkty                                 |                                        |
| -------------------------------------- | -------------------------------------- | -------------------------------------- | -------------------------------------- | -------------------------------------- |
| 1.                                     | Rui Costa                              | MOV                                    | 10                                     |                                        |
| 2.                                     | Andreas Klöden                         | RTL                                    | 8                                      |                                        |
| 3.                                     | Jan Bakelants                          | RTL                                    | 6                                      |                                        |
| 4.                                     | Daniel Navarro                         | COF                                    | 4                                      |                                        |
| 5.                                     | Bart De Clercq                         | LTB                                    | 2                                      |                                        |
| 6.                                     | Mikel Nieve Iturralde                  | EUS                                    | 1                                      |                                        |

## Wyniki etapu
| Msc. | Zawodnik                 | Państwo           | Zespół                     | Czas       | Punkty |
| ---- | ------------------------ | ----------------- | -------------------------- | ---------- | ------ |
| 1.   | Rui Costa                | Portugalia        | Movistar Team              | 5h 59' 01" | 20     |
| 2.   | Andreas Klöden           | Niemcy            | RadioShack-Leopard         | + 48”      | 17     |
| 3.   | Jan Bakelants            | Belgia            | RadioShack-Leopard         | + 1' 44"   | 15     |
| 4.   | Alexandre Geniez         | Francja           | FDJ.fr                     | + 1' 52"   | 13     |
| 5.   | Daniel Navarro           | Hiszpania         | Cofidis, Solutions Crédits | + 1' 55”   | 11     |
| 6.   | Bart De Clercq           | Belgia            | Lotto-Belisol              | + 1' 58”   | 10     |
| 7.   | Robert Gesink            | Holandia          | Belkin Pro Cycling         | + 2' 03"   | 9      |
| 8.   | Alessandro De Marchi     | Włochy            | Cannondale                 | + 2' 05”   | 8      |
| 9.   | Mikel Nieve Iturralde    | Hiszpania         | Euskaltel-Euskadi          | + 2' 16”   | 7      |
| 10.  | Rubén Plaza Molina       | Hiszpania         | Movistar Team              | + 2' 44"   | 6      |
| 11.  | Jesús Hernández Blázquez | Hiszpania         | Team Saxo-Tinkoff          | + 2' 46”   | 5      |
| 12.  | Romain Bardet            | Francja           | Ag2r-La Mondiale           | + 2' 48”   | 4      |
| 13.  | Tom Dumoulin             | Holandia          | Team Argos-Shimano         | + 3' 56”   | 3      |
| 14.  | Simon Geschke            | Niemcy            | Team Argos-Shimano         | + 4' 52"   | 2      |
| 15.  | Amaël Moinard            | Francja           | BMC Racing Team            | + 6' 41"   | 1      |
| 16.  | Pierre Rolland           | Francja           | Team Europcar              | + 6' 41"   | —      |
| 17.  | José Rodolfo Serpa Pérez | Kolumbia          | Lampre-Merida              | + 8' 15"   | —      |
| 18.  | Alejandro Valverde       | Hiszpania         | Movistar Team              | + 8' 40"   | —      |
| 19.  | John Gadret              | Francja           | Ag2r-La Mondiale           | + 8' 40"   | —      |
| 20.  | Jakob Fuglsang           | Dania             | Astana Pro Team            | + 8' 40"   | —      |
| 21.  | Joaquim Rodríguez Oliver | Hiszpania         | Katusha Team               | + 8' 40"   | —      |
| 22.  | Nairo Quintana           | Kolumbia          | Movistar Team              | + 8' 40"   | —      |
| 23.  | Alberto Contador         | Hiszpania         | Team Saxo-Tinkoff          | + 8' 40"   | —      |
| 24.  | Roman Kreuziger          | Czechy            | Team Saxo-Tinkoff          | + 8' 40"   | —      |
| 25.  | Chris Froome             | Wielka Brytania   | Sky Procycling             | + 8' 40"   | —      |
| 26.  | Andrew Talansky          | Stany Zjednoczone | Garmin-Sharp               | + 8' 40"   | —      |
| 27.  | Bauke Mollema            | Holandia          | Belkin Pro Cycling         | + 8' 40"   | —      |
| 28.  | Maxime Monfort           | Belgia            | RadioShack-Leopard         | + 8' 44"   | —      |
| 29.  | Jon Izaguirre Insausti   | Hiszpania         | Euskaltel-Euskadi          | + 8' 44"   | —      |
| 30.  | Igor Antón               | Hiszpania         | Euskaltel-Euskadi          | + 8' 44"   | —      |

## Klasyfikacje po etapie

### Klasyfikacja generalna
| Msc. | Zawodnik                 | Państwo           | Zespół                     | Czas        |
| ---- | ------------------------ | ----------------- | -------------------------- | ----------- |
|      | Chris Froome             | Wielka Brytania   | Sky Procycling             | 77h 10' 00" |
| 2.   | Alberto Contador         | Hiszpania         | Team Saxo-Tinkoff          | + 5' 11"    |
| 3.   | Nairo Quintana           | Kolumbia          | Movistar Team              | + 5' 32"    |
| 4.   | Roman Kreuziger          | Czechy            | Team Saxo-Tinkoff          | + 5' 44"    |
| 5.   | Joaquim Rodríguez Oliver | Hiszpania         | Katusha Team               | + 5' 58"    |
| 6.   | Bauke Mollema            | Holandia          | Belkin Pro Cycling         | + 8' 58"    |
| 7.   | Jakob Fuglsang           | Dania             | Astana Pro Team            | + 9' 33"    |
| 8.   | Daniel Navarro           | Hiszpania         | Cofidis, Solutions Crédits | + 12' 33"   |
| 9.   | Alejandro Valverde       | Hiszpania         | Movistar Team              | + 14' 56"   |
| 10.  | Michał Kwiatkowski       | Polska            | Omega Pharma-Quick Step    | + 16' 08"   |
| 11.  | Laurens ten Dam          | Holandia          | Belkin Pro Cycling         | + 16' 09"   |
| 12.  | Andrew Talansky          | Stany Zjednoczone | Garmin-Sharp               | + 16' 24"   |
| 13.  | Mikel Nieve Iturralde    | Hiszpania         | Euskaltel-Euskadi          | + 17' 49"   |
| 14.  | Michael Rogers           | Australia         | Team Saxo-Tinkoff          | + 19' 04"   |
| 15.  | Maxime Monfort           | Belgia            | RadioShack-Leopard         | + 20' 00"   |
| 16.  | Romain Bardet            | Francja           | Ag2r-La Mondiale           | + 24' 53"   |
| 17.  | Daniel Moreno Fernandez  | Hiszpania         | Katusha Team               | + 30' 22"   |
| 18.  | Jan Bakelants            | Belgia            | RadioShack-Leopard         | + 33' 12"   |
| 19.  | Robert Gesink            | Holandia          | Belkin Pro Cycling         | + 37' 11"   |
| 20.  | Richie Porte             | Australia         | Sky Procycling             | + 37' 53"   |

### Klasyfikacja punktowa
| Msc. | Zawodnik                     | Państwo           | Zespół                  | Punkty |
| ---- | ---------------------------- | ----------------- | ----------------------- | ------ |
|      | Peter Sagan                  | Słowacja          | Cannondale              | 380    |
| 2.   | Mark Cavendish               | Wielka Brytania   | Omega Pharma-Quick Step | 278    |
| 3.   | André Greipel                | Niemcy            | Lotto-Belisol           | 227    |
| 4.   | Marcel Kittel                | Niemcy            | Team Argos-Shimano      | 177    |
| 5.   | Alexander Kristoff           | Norwegia          | Katusha Team            | 157    |
| 6.   | José Joaquín Rojas Gil       | Hiszpania         | Movistar Team           | 155    |
| 7.   | Juan Antonio Flecha Giannoni | Hiszpania         | Vacansoleil-DCM         | 123    |
| 8.   | Michał Kwiatkowski           | Polska            | Omega Pharma-Quick Step | 110    |
| 9.   | Chris Froome                 | Wielka Brytania   | Sky Procycling          | 92     |
| 10.  | Daryl Impey                  | Południowa Afryka | Orica GreenEDGE         | 91     |
| 11.  | Sylvain Chavanel             | Francja           | Omega Pharma-Quick Step | 87     |
| 12.  | Thomas De Gendt              | Belgia            | Vacansoleil-DCM         | 84     |
| 13.  | Jan Bakelants                | Belgia            | RadioShack-Leopard      | 83     |
| 14.  | Christophe Riblon            | Francja           | Ag2r-La Mondiale        | 83     |
| 15.  | Samuel Dumoulin              | Francja           | Ag2r-La Mondiale        | 72     |

### Klasyfikacja górska
| Msc. | Zawodnik                 | Państwo           | Zespół             | Punkty |
| ---- | ------------------------ | ----------------- | ------------------ | ------ |
|      | Chris Froome             | Wielka Brytania   | Sky Procycling     | 104    |
| 2.   | Pierre Rolland           | Francja           | Team Europcar      | 103    |
| 3.   | Mikel Nieve Iturralde    | Hiszpania         | Euskaltel-Euskadi  | 98     |
| 4.   | Nairo Quintana           | Kolumbia          | Movistar Team      | 97     |
| 5.   | Christophe Riblon        | Francja           | Ag2r-La Mondiale   | 93     |
| 6.   | Moreno Moser             | Włochy            | Cannondale         | 72     |
| 7.   | Ryder Hesjedal           | Kanada            | Garmin-Sharp       | 64     |
| 8.   | Tejay van Garderen       | Stany Zjednoczone | BMC Racing Team    | 62     |
| 9.   | Joaquim Rodríguez Oliver | Hiszpania         | Katusha Team       | 59     |
| 10.  | Richie Porte             | Australia         | Sky Procycling     | 48     |
| 11.  | Alejandro Valverde       | Hiszpania         | Movistar Team      | 34     |
| 12.  | Jan Bakelants            | Belgia            | RadioShack-Leopard | 33     |
| 13.  | Rui Costa                | Portugalia        | Movistar Team      | 31     |
| 14.  | Roman Kreuziger          | Czechy            | Team Saxo-Tinkoff  | 28     |
| 15.  | Jakob Fuglsang           | Dania             | Astana Pro Team    | 28     |

### Klasyfikacja młodzieżowa
| Msc. | Zawodnik               | Państwo           | Zespół                     | Czas         |
| ---- | ---------------------- | ----------------- | -------------------------- | ------------ |
|      | Nairo Quintana         | Kolumbia          | Movistar Team              | 77h 15' 32"  |
| 2.   | Michał Kwiatkowski     | Polska            | Omega Pharma-Quick Step    | + 10' 36"    |
| 3.   | Andrew Talansky        | Stany Zjednoczone | Garmin-Sharp               | + 10' 52"    |
| 4.   | Romain Bardet          | Francja           | Ag2r-La Mondiale           | + 19' 21"    |
| 5.   | Tom Dumoulin           | Holandia          | Team Argos-Shimano         | + 1h 18' 11" |
| 6.   | Alexandre Geniez       | Francja           | FDJ.fr                     | + 1h 19' 16" |
| 7.   | Tejay van Garderen     | Stany Zjednoczone | BMC Racing Team            | + 1h 20' 29" |
| 8.   | Alexis Vuillermoz      | Francja           | Sojasun                    | + 1h 31' 09" |
| 9.   | Tony Gallopin          | Francja           | RadioShack-Leopard         | + 1h 33' 35" |
| 10.  | Arthur Vichot          | Francja           | FDJ.fr                     | + 1h 47' 53" |
| 11.  | Jon Izaguirre Insausti | Hiszpania         | Euskaltel-Euskadi          | + 1h 58' 46" |
| 12.  | Peter Kennaugh         | Wielka Brytania   | Sky Procycling             | + 2h 10' 08" |
| 13.  | Rudy Molard            | Francja           | Cofidis, Solutions Crédits | + 2h 12' 06" |
| 14.  | Peter Sagan            | Słowacja          | Cannondale                 | + 2h 14' 37" |
| 15.  | Moreno Moser           | Włochy            | Cannondale                 | + 2h 28' 39" |

### Klasyfikacja drużynowa
| Msc. | Zespół                  | Państwo           | Czas         |
| ---- | ----------------------- | ----------------- | ------------ |
|      | Team Saxo-Tinkoff       | Dania             | 230h 46' 35" |
| 2.   | RadioShack-Leopard      | Luksemburg        | + 3' 39"     |
| 3.   | Ag2r-La Mondiale        | Francja           | + 7' 37"     |
| 4.   | Movistar Team           | Hiszpania         | + 15' 51"    |
| 5.   | Belkin Pro Cycling      | Holandia          | + 29' 24"    |
| 6.   | Katusha Team            | Rosja             | + 56' 11"    |
| 7.   | Euskaltel-Euskadi       | Hiszpania         | + 1h 20' 13" |
| 8.   | Omega Pharma-Quick Step | Belgia            | + 1h 37' 02" |
| 9.   | Garmin-Sharp            | Stany Zjednoczone | + 1h 46' 15" |
| 10.  | BMC Racing Team         | Stany Zjednoczone | + 1h 46' 24" |